# Нгуен Нгок Чыонг Шон
Нгуен Нгок Чыонг Шон (вьет. Nguyễn Ngọc Trường Sơn; род. 23 февраля 1990, Ратьзя, Кьензянг) — вьетнамский шахматист, гроссмейстер (2005).
В составе сборной Вьетнама участник пяти Олимпиад (2006—2014).

## Изменения рейтинга
| Графики недоступны из-за технических проблем. См. информацию на Фабрикаторе и на mediawiki.org. |